# Megaceros canaliculatus
Megaceros canaliculatus là một loài rêu trong họ Dendrocerotaceae. Loài này được Pagan A.J. Shaw & Renzaglia ex J. C. Villarreal, G. Dauphin, Pócs & N. Salazar mô tả khoa học đầu tiên năm 2006.